# François Blanchy

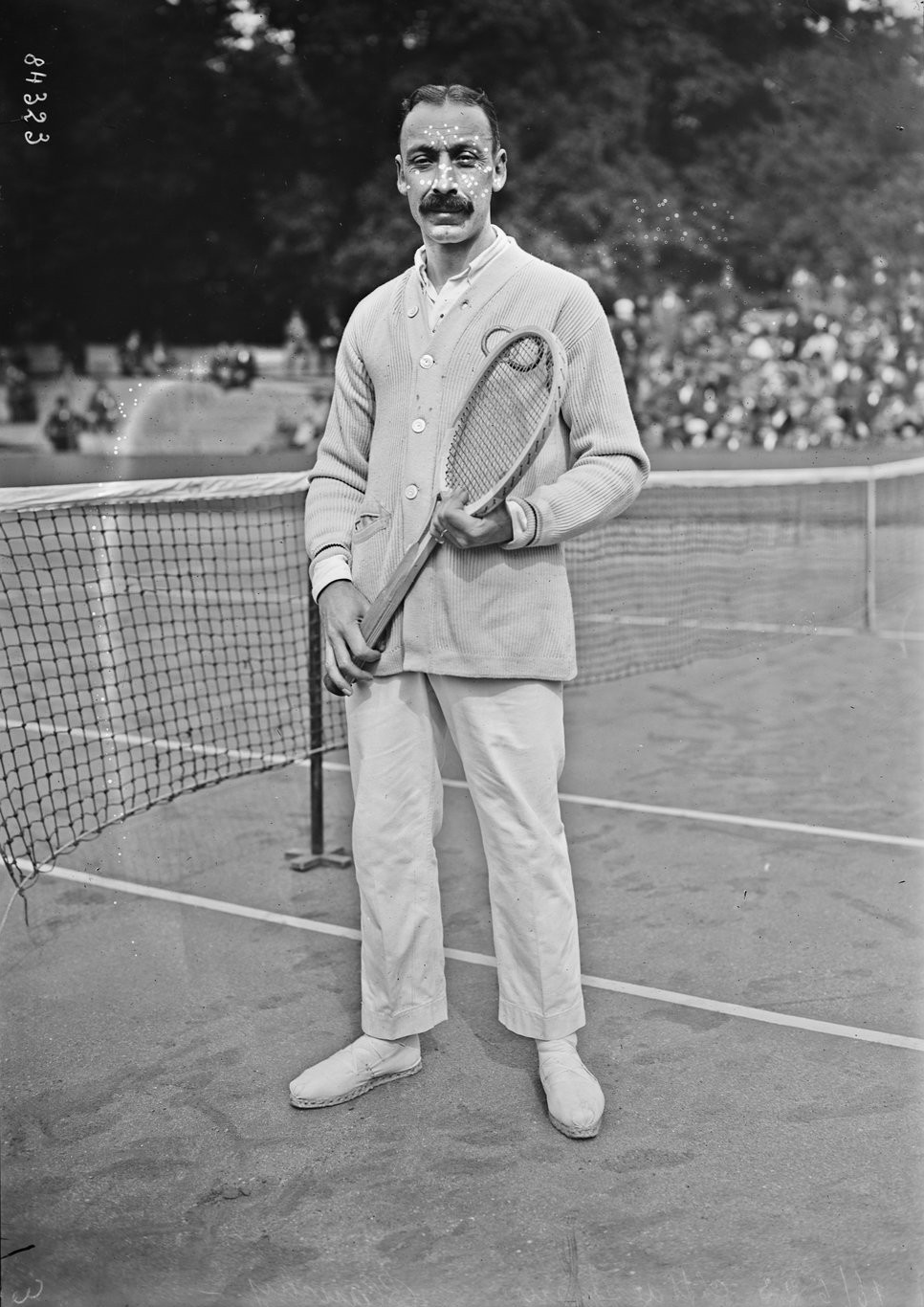

Jean François Blanchy, född 12 december 1886 i Bordeaux, Frankrike, död 2 oktober 1960 i Saint-Jean-de-Luz, Pyrénées-Atlantiques, Frankrike, var en fransk tennisspelare, aktiv under 1920-talet.
Francois Blanchy är främst bekant för sin singelseger 1923 i Franska mästerskapen i tennis. I finalmatchen mötte han landsmannen och flerfaldige mästaren Max Decugis som han besegrade med 1-6 6-2 6-0 6-2. Decugis var då 39 år gammal. Mästerskapen var fram till 1925 "stängda" för utlänningar.
Blanchy deltog i det franska Davis Cup-laget 1923 och spelade totalt fem matcher. Av dessa vann han tre. Laget nådde det året europafinal mot Spanien, som besegrades med 3-2 i matcher. Blanchy vann den ena av sina singlar (mot Eduardo Flaquer). Förutom Blanchy deltog tre av de senare legendariska fyra musketörerna, nämligen Henri Cochet, René Lacoste och dubbelspecialisten Jacques Brugnon. 
Blanchy var under en period vice president i det franska tennisförbundet.

## Grand Slam-titlar
- Franska mästerskapen
  - Singel - 1923 (slutna nationella mästerskap)